# Magic Bullet Theory
Magic Bullet Theory är en instrumental hårdrocksskiva av Mark St. John, utgiven 14 januari 2003. Skivan är St. Johns sista skiva innan hans död 2007.
Alla låtar är instrumentala och skrivna av St. John.

## Låtlista
1. AWOL
2. Magig Bullet Theory
3. Bourborn Street
4. Slave Driver
5. Utopian Trip
6. Communicator
7. Baghdad
8. Wait No More
9. Between The Lines
10. The Lone Gunman
11. Waiting On A Call - (bonusspår)

## Medverkande
- Mark St. John - gitarr, mandolin, banjo, bazooka, balalaika
- Michael Norton - elbas
- Dave Goode - trummor, slagverk